# Чужий: Заповіт
«Чужий: Заповіт» (англ. Alien: Covenant) — науково-фантастичний фільм жахів режисера Рідлі Скотта, за сценарієм Джона Логана та Данте Харпера, продовження фільму «Прометей», другий з серії приквелів та шостий з циклу «Чужих». Основне знімання розпочали 4 квітня 2016 року в Мілфордській затоці в Національному парку Фіордленд, Нова Зеландія, і завершили 19 липня 2016 року. Світова прем'єра фільму відбулася 4 травня 2017 року в Лондоні; прем'єра в Україні — 18 травня 2017 року (7 травня відбувся передпрем'єрний показ на Kyiv Comic Con).

## Сюжет
Андроїд Девід згадує розмову зі своїм, ще молодим, творцем Пітером Вейландом. Говорячи про мистецтво, він зауважує, що люди створили андроїдів для служби собі, але людство досі не знає ким і для чого воно створене. Пітер вважає, що людей створено кимось з розумним задумом, а не випадковим збігом природних факторів. Девід продовжує службу, проте говорить, що люди смертні, на відміну від нього.
У 2104 році колоніальний корабель «Заповіт» летить до планети Оріґай-6. На борту перебуває 2000 колоністів у анабіозі та 1140 ембріонів. Андроїд Волтер доглядає за кораблем, коли «Заповіт» потрапляє в зоряний спалах. Він пробуджує екіпаж і береться гасити пожежу, яка спалахнула на борту, та капітан «Заповіту», Джейк, гине. Спеціаліст з терраформінгу Деніелс Бренсон, що була дружиною капітана, тяжко переживає його втрату. Волтер обіцяє допомогти побудувати їй будинок на новій планеті. Екіпаж вирішує негайно ремонтувати корабель. Вийшовши в космос полагодити сонячні вітрила, пілот Теннесі фіксує загадковий запис людської мови з невідомої планети поблизу. За даними комп'ютера, це четверта планета старої зоряної системи і набагато придатніша для життя, ніж Оріґай-6. Дістатися до неї можливо за кілька тижнів, тоді як до Оріґай-6 летіти ще вісім років. Деніелс вважає надто підозрілим такий збіг обставин, однак новопризначений капітан Крістофер Орам переконаний, що ризик виправданий. «Заповіт» вирушає до таємничої планети.
Прибувши на місце, частина екіпажу висаджується на планету, скориставшись шаттлом. Поверхня виявляється цілком придатною для життя, на ній чисте повітря, вода, ростуть земні рослини, але немає жодних тварин. Дружина Орама, Карін, і ще один член екіпажу, Ледвард, вирушають зібрати зразки для досліджень, решта шукають джерело сигналу. Невдовзі вони натрапляють на розбитий космічний корабель, а всередині знаходять жетон Елізабет Шо. Один з членів екіпажу вдихає спори місцевих грибів і йому стає зле, але він приховує це. Тим часом в атмосфері починається буря, що не дає повернутися на «Заповіт». Команда помічає хворобу Ледварда, тому доставляє його на шаттл.
Ледварда поміщають в лазарет, де з його спини виривається невідома істота, неоморф, і вбиває Карін. Пілот Феріс намагається застрелити істоту, але влучає в блок живлення і шаттл вибухає. Чудовисько ж тікає з полум'я. З горла ще одного члена команди виривається друга істота й ховається у темряві. На борту «Заповіту» Теннесі вирішує рятувати товаришів, та на заваді стає буря.
Вночі загін на планеті атакують два вирослих чудовиська, але на допомогу несподівано приходить Девід. Андроїд приводить уцілілих до свого сховку в місті Інженерів, заваленому обвугленими трупами. Девід розповідає як з Елізабет врятувалася з корабля «Прометей» на чужопланетному судні. Він пояснює, що Елізабет загинула, а зброя на борту корабля чужопланетян витекла та знищила всі нерослинні форми життя та створила гібридних істот. Волтер спілкується з Девідом, котрий вважає, що нові моделі андроїдів зроблені нездатними творити нове, тому Вейланд негідний свого творіння. Він описує як люди чекали від нього лише покори. Але Девід звеличує Елізабет, яка поремонтувала його.
Поки вцілілі намагаються зв'язатися з «Заповітом», один з членів команди відходить від групи, де його вбиває неоморф. Девід намагається поспілкуватися з неоморфом, та Орам розстрілює істоту, після чого погрожує андроїду. Девід обіцяє пояснити свій зв'язок зі створінням. Він відводить капітана в свою лабораторію, де показує як намагався створити досконалу істоту, але був обмежений в кількості «ключового компонента». Девід заманює Орама до підвалу, в якому знаходяться шкірясті яйця, і переконує поглянути на результат. Довірливий Орам заглядає в яйце, йому на лице стрибає павукоподібне створіння, інфікуючи «досконалою істотою». Незабаром з його грудей виривається ксеноморф. Волтер заходить до підвалу, де розуміє, що Девід не поховав Елізабет, а створив з її тіла інкубатор. Андроїди розмірковують над тим, що люди зайшли в тупик розвитку та недостойні нового початку на інших планетах. Девід стверджує — він творець нової цивілізації нових істот. Коли Волтер відмовляється перестати служити людям, Девід вбиває його.
Теннессі в цей час спрямовує «Заповіт» на зниження і сам вирушає на допомогу на вантажній платформі. Члени групи на поверхні вирушають на пошуки капітана і опиняються в підвалі Девіда. Волтер виявляється функціональним та допомагає втекти. Сержант Лоуп заражається, та паразита вдається відірвати від лиця, хоча сержант отримує опіки. Платформа, керована Теннесі, забирає вцілілих, ксеноморф хапається за апарат і пілот з Деніелс намагаються збити чудовисько. Зрештою їм вдається скинути істоту маніпулятором і повернутися на «Заповіт».
Новим капітаном стає Деніелс, яка продовжує рух корабля до Оріґаю-6. Невдовзі бортовий комп'ютер повідомляє про сторонній організм на палубі. Виявляється, Лоупа таки було заражено, ксеноморф переховується у відсіку з наземним транспортом. Деніелс таранить ксеноморфа вантажівкою, скидаючи обох у космос.
Лягаючи в анабіоз, Деніелс запитує у Волтера чи той справді допоможе їй побудувати будинок. Коли андроїд не розуміє питання, вона з жахом усвідомлює, що перед нею не Волтер, а Девід. Вона та решта екіпажу засинають, не в змозі нічого зробити. Девід лишається доглядати за кораблем до кінця подорожі, але перед цим дістає з рота капсулу з ембріоном ксеноморфа, поміщаючи її між людськими ембріонами. Для бортового журналу він робить запис про те, що всі загиблі померли внаслідок зоряного спалаху.

## Виробництво
Спочатку сиквел отримав офіційну назву «Чужий: Утрата раю» (англ. Alien: Paradise Lost). Але вже в листопаді 2015 року Рідлі Скотт заявив про зміну назви на «Чужий: Заповіт». Пізніше 20th Century Fox підтвердила цю назву стрічки, а також установила дату прем'єри на 6 жовтня 2017 року. Була анонсована поява як класичного ксеноморфа, так і нового монстра, умовна назва якого — Ультраморф.
Уряд Австралії вирішив підтримати виробництво фільму.
Уже на початку 2016 року стало відомо, що Нумі Рапас не буде зніматись у фантастичній кінокартині.

## У ролях
| Актор              | Роль                               | Дубляж                    |
| ------------------ | ---------------------------------- | ------------------------- |
| Майкл Фассбендер   | Девід/Волтер                       | Олександр Шевчук          |
| Кетрін Вотерстон   | Деніелс Бренсон                    | Юлія Перенчук             |
| Біллі Крудап       | Крістофер Орам                     | Андрій Твердак            |
| Денні Макбрайд     | пілот «Заповіту» Теннессі          | Михайло Кришталь          |
| Деміан Бішір       | сержант Лоуп                       | Андрій Мостренко          |
| Кармен Іджого      | Карін Орам                         | Катерина Качан            |
| Емі Саймец         | дружина Теннессі Меггі Феріс       | Світлана Шекера           |
| Джассі Смоллетт    | Рікс                               | Дмитро Рассказов          |
| Каллі Ернандес     | Апворс                             | Катерина Брайковська      |
| Натаніель Дін      | сержант Голлетт                    | Сергій Солопай            |
| Олександр Інгланд  | Енкор                              | Роман Чорний              |
| Бенджамін Рігбі    | Ледвард                            | Дмитро Терещук            |
| Джеймс Франко      | капітан «Заповіту» Джейкоб Бренсон | Іван Розін                |
| Тесс Гобріч        | Розенталь                          | Наталя Романько-Кисельова |
| Улі Латукефу       | Коул                               | Петро Сова                |
| Гай Пірс           | Пітер Вейланд                      | Олег Лепенець             |
| Лорелей Кінґ       | Мати (голос)                       | Ольга Радчук              |
| Нумі Рапас         | доктор Елізабет Шо                 |                           |
| Логан Маршалл-Грін | Чарлі Холловей                     |                           |
| Хав'єр Ботет       | ксеноморф                          |                           |
| Горан Д. Клют      | неоморф                            |                           |

## Коментар Рідлі Скотта
У відповідь на розлогу критику фільму, Рідлі Скотт у 2017 році дав коментар, де пояснив своє бачення сюжету, що лишилося незрозумілим глядачам. Зокрема, він уточнив, що провідною темою фільму є відносини між творцем і творінням; питання про те, чи ставитиметься творець до нього, як до рівного собі.
Скотт пояснив, що Девід на початку фільму зображений щойно виготовленим, андроїд не ріс, подібно до людини, а одразу отримав доросле тіло; водночас, у нього може рости волосся. Коли Пітер наказує андроїду налити чаю, він випробовує слухняність Девіда, який усвідомив, що його творець має обмеження. Щодо Інженерів, Скотт уточнив, що їхній термін життя складає близько 150 років. Тобто, вони також смертні, хоча можуть виглядати для людей богами. Девід, за його словами, пробув на планеті 10 років. Випустивши біологічну зброю, він убив 2 млн Інженерів та практично знищив біосферу, що відновлювалася в наступні роки. Також, за словами Скотта, любов Девіда до Елізабет була справжня.